# 奥尔蒙特
奥尔蒙特是德国莱茵兰-普法尔茨州的一个市镇。总面积12.44平方公里，总人口375人，其中男性190人，女性185人（2011年12月31日），人口密度30人/平方公里。